# Deropeltis comosa
Deropeltis comosa är en kackerlacksart som beskrevs av Rehn, J. A. G. 1922. Deropeltis comosa ingår i släktet Deropeltis och familjen storkackerlackor. Inga underarter finns listade i Catalogue of Life.